# Osyp Bukszowanyj
Osyp Bukszowanyj, ukr. Осип Букшований (ur. 1 czerwca 1890 w Żabiu, zm. 8 grudnia 1937 w Leningradzie) – sotnik (kapitan) Legionu Ukraińskich Strzelców Siczowych (USS), major Ukraińskiej Armii Halickiej.

## Życiorys
Ukończył gimnazjum w Kołomyi i Politechnikę Lwowską (1914).
Do Legionu USS wstąpił w sierpniu 1914, brał udział w kampanii karpackiej. 29 maja 1915 odniósł rany w walkach pod Bolechowem i trafił do niewoli rosyjskiej. Został wywieziony do Taszkentu, uciekł stamtąd przez Persję, brał udział w walkach w Mezopotamii po stronie państw centralnych. Odznaczony za odwagę Krzyżem Żelaznym i tureckim Medalem Żelaznego Półksiężyca.
Pod koniec 1916 powrócił do Legionu USS, gdzie objął dowództwo kompanii, a jesienią 1918 został obrany przez oficerów dowódcą Legionu USS. Brał udział w wojnie polsko-ukraińskiej jako dowódca 1 Brygady USS, był jednym z twórców planu ofensywy czortkowskiej.
Przeszedł z oddziałem do Czerwonej Ukraińskiej Armii Halickiej, w czasie powrotu w kwietniu 1920 oddziałów UHA w szeregi armii URL został aresztowany przez Czeka i osadzony w obozie w Kożuchowie pod Moskwą. Po zwolnieniu pracownik Komisariatu Oświaty USRR w Charkowie. Wstąpił do RKP(b) i od 1922 pracował w Zagranicznym Biurze Pomocy Komunistycznej Partii Galicji Wschodniej – od 1923 Komunistycznej Partii Zachodniej Ukrainy. Prowadził nielegalną działalność komunistyczną w Austrii, Niemczech i Polsce. W 1926 został członkiem władz infiltrowanej przez KPZU partii Sel-Rob. W 1932 wyjechał do ZSRR, pracował w kolegium redakcyjnym gazety Nasza prawda, organu KC KPZU w Charkowie.
W 1933 aresztowany przez OGPU w tzw. sprawie UWO (mistyfikacja OGPU). 23 września 1933 skazany przez „trójkę specjalną” przy Kolegium GPU USRR na dziesięć lat łagru, które odbywał na Wyspach Sołowieckich w tzw. Sołowieckim Obozie Specjalnego Przeznaczenia (SŁON) (ros. Соловецкий лагерь особого назначения). W czasie wielkiego terroru skazany na śmierć przez specjalną „trójkę” NKWD 25 listopada 1937, rozstrzelany 8 grudnia 1937 w Leningradzie.